# Другий уряд Левена
Другий уряд Левена — шведський уряд з 21 січня 2019 до 9 липня 2021 року (виконував обов'язки з 28 червня 2021), що змінив Перший уряд Левена. Уряд був коаліційним урядом і урядом меншості, що складався зі соціал-демократів і партії зелених, де соціал-демократи мали 18 міністерських посад і Партія зелених — 5. Глава уряду — лідер партії соціал-демократів Стефан Левен.

## Контекст появи
Уряд зміг приступити до роботи лише після чотирьох місяців переговорів після парламентських виборів 9 вересня 2018 року. Результатом переговорів стала січнева угода, яка була досягнута між соціал-демократами, Партією зелених, Центральною партією і лібералами. Тим не менш, уряду спочатку було дозволено керуватися проєктом державного бюджету Помірної партії і Християнських демократів, який був прийнятий Риксдагом 12 грудня 2018 року за підтримки шведських демократів.

## Вступ на посаду
18 січня 2019 року Риксдаг проголосував за Стефана Левена як нового прем'єр-міністра. 21 січня 2019 року Стефан Левен продемонстрував свою декларацію про правління (демонстрація майбутніх міністерських призначень і намірів уряду) в Риксдазі, де були представлені усі майбутні міністри. Уряд з прем'єр-міністром і новими міністрами, був призначений на посади після засідання парламенту у той ж день з королем Карлом XVI Густавом і спікером Андреасом Норленом у Стокгольмському замку.
Король сказав, серед іншого, про зміну уряду, що:
| « | Вся державна влада надходить від людей. Довіра громадян — це сама основа нашої демократії. Чотири місяці, що минули з часу виборів, перевірили терпіння громадян. Але наша соціальна система побудована, щоб впоратися з такими випробуваннями і тепер показала, що вона довговічна. | » |

## Посади
| Посада                                                                 | Ім'я                  | Вступив(ла)           | Полишив(ла)           | Партія                | Прим.                 |                       |                       |                       |
| Офіс прем'єр-міністра                                                  | Офіс прем'єр-міністра | Офіс прем'єр-міністра | Офіс прем'єр-міністра | Офіс прем'єр-міністра | Офіс прем'єр-міністра | Офіс прем'єр-міністра | Офіс прем'єр-міністра | Офіс прем'єр-міністра |
| ---------------------------------------------------------------------- | --------------------- | --------------------- | --------------------- | --------------------- | --------------------- | --------------------- | --------------------- | --------------------- |
| Прем'єр-міністр                                                        | Стефан Левен*         | 21 січня 2019         | н. ч.                 | Соціал-демократи      | [ 6 ]                 |                       |                       |                       |
| Міністр у справах ЄС                                                   | Ганс Дальгрен         | 21 січня 2019         | н. ч.                 | Соціал-демократи      | [ 6 ]                 |                       |                       |                       |
| Міністерство юстиції                                                   |                       |                       |                       |                       |                       |                       |                       |                       |
| Міністр юстиції                                                        | Морган Йоганссон*     | 21 січня 2019         | н. ч.                 | Соціал-демократи      | [ 6 ]                 |                       |                       |                       |
| Міністр внутрішніх справ                                               | Мікаел Дамберг        | 21 січня 2019         | н. ч.                 | Соціал-демократи      | [ 6 ]                 |                       |                       |                       |
| Міністерство закордонних справ                                         |                       |                       |                       |                       |                       |                       |                       |                       |
| Міністр закордонних справ                                              | Маргот Вальстрьом     | 21 січня 2019         | н. ч.                 | Соціал-демократи      | [ 6 ]                 |                       |                       |                       |
| Міністр із питань міжнародного співробітництва з метою розвитку        | Пітер Ерікссон        | 21 січня 2019         | н. ч.                 | Партія зелених        | [ 6 ]                 |                       |                       |                       |
| Міністр із питань стратегії, майбутнього і співпраці північних країн   | Анн Лінде             | 21 січня 2019         | н. ч.                 | Соціал-демократи      | [ 6 ]                 |                       |                       |                       |
| Міністерство оборони                                                   |                       |                       |                       |                       |                       |                       |                       |                       |
| Міністр оборони                                                        | Петер Гульквіст*      | 21 січня 2019         | н. ч.                 | Соціал-демократи      | [ 6 ]                 |                       |                       |                       |
| Міністерство охорони здоров'я і соціальних справ                       |                       |                       |                       |                       |                       |                       |                       |                       |
| Міністр зі справ дітей і літніх людей                                  | Лена Галленгрен*      | 21 січня 2019         | н. ч.                 | Соціал-демократи      | [ 6 ]                 |                       |                       |                       |
| Міністр соціального забезпечення                                       | Анніка Страндгелл     | 21 січня 2019         | н. ч.                 | Соціал-демократи      | [ 6 ]                 |                       |                       |                       |
| Міністерство фінансів                                                  |                       |                       |                       |                       |                       |                       |                       |                       |
| Міністр фінансів                                                       | Магдалена Андерссон   | 21 січня 2019         | н. ч.                 | Соціал-демократи      | [ 6 ]                 |                       |                       |                       |
| Міністр фінансових ринків                                              | Пер Болунд            | 21 січня 2019         | н. ч.                 | Партія зелених        | [ 6 ]                 |                       |                       |                       |
| Міністр державного управління                                          | Ардалан Шекарабі      | 21 січня 2019         | н. ч.                 | Соціал-демократи      | [ 6 ]                 |                       |                       |                       |
| Міністерство освіти і науки                                            |                       |                       |                       |                       |                       |                       |                       |                       |
| Міністр освіти                                                         | Анна Екстрем*         | 21 січня 2019         | н. ч.                 | Соціал-демократи      | [ 6 ]                 |                       |                       |                       |
| Міністр вищої освіти і досліджень                                      | Матильда Ернкранс     | 21 січня 2019         | н. ч.                 | Соціал-демократи      | [ 6 ]                 |                       |                       |                       |
| Міністерство довкілля та енергетики                                    |                       |                       |                       |                       |                       |                       |                       |                       |
| Міністр клімату і навколишнього середовища Заступник прем'єр міністра  | Ізабелла Льовін       | 21 січня 2019         | н. ч.                 | Партія зелених        | [ 6 ]                 |                       |                       |                       |
| Міністерство підприємництва, енергетики та зв'язку                     |                       |                       |                       |                       |                       |                       |                       |                       |
| Міністр підприємництва                                                 | Ібрагім Байлан        | 21 січня 2019         | н. ч.                 | Соціал-демократи      | [ 6 ]                 |                       |                       |                       |
| Міністр з питань житлово-комунального господарства і міського розвитку | Йенні Нілссон         | 21 січня 2019         | н. ч.                 | Соціал-демократи      | [ 6 ]                 |                       |                       |                       |
| Міністерство культури                                                  |                       |                       |                       |                       |                       |                       |                       |                       |
| Міністр культури і демократії Міністр з питань спорту                  | Аманда Лінд           | 21 січня 2019         | н. ч.                 | Партія зелених        | [ 6 ]                 |                       |                       |                       |
| Міністерство зайнятості                                                |                       |                       |                       |                       |                       |                       |                       |                       |
| Міністр зайнятості                                                     | Йлва Йоханссон        | 21 січня 2019         | н. ч.                 | Соціал-демократи      | [ 6 ]                 |                       |                       |                       |
| Міністр гендерної рівності                                             | Оса Ліндхаген         | 21 січня 2019         | н. ч.                 | Партія зелених        | [ 6 ]                 |                       |                       |                       |
| Міністерство інфраструктури                                            |                       |                       |                       |                       |                       |                       |                       |                       |
| Міністр інфраструктури                                                 | Томас Енерот          | 21 січня 2019         | н. ч.                 | Соціал-демократи      | [ 6 ]                 |                       |                       |                       |
| Міністр енергетики та Міністр цифрового розвитку                       | Андерс Ігман          | 21 січня 2019         | н. ч.                 | Соціал-демократи      | [ 6 ]                 |                       |                       |                       |

## Співвідношення
Співвідношення членів партій в уряді:

## Державна політика

### Декларація про правління
Перша презентація уряду Стефана Левена в його новій каденції відбулася 21 січня 2019 року. Як правило, презентація уряду і його намірів (декларація про правління) проводяться на щорічному відкритті сесії парламенту у вересні, або після нових виборів у жовтні. У своєму виступі Левен вказав на деякі важливі суспільні проблеми;
- Роботи має бути більше
- Викиди в атмосферу повинні зменшуватися
- Добробут буде кращим
- Інтеграція ефективніша
- Безпека повинна збільшуватися
- Ведеться боротьба зі злочинністю.

## Див.також
- Третій уряд Левена

### Передвиборчі обіцянки
У наступному списку наведено приклади виборчих обіцянок Соціал-демократичної партії.
| Теза | Результат |
| --- | --------- |
| До 2022 року ще 14 тисяч працівників                                                                               |           |
| Додаткових 250 мільйонів для швидкої допомоги у 2019 році                                                          |           |
| 500 мільйонів додатково на швидку допомогу з 2020 року                                                             |           |
| 3 мільярди для скорочення черг в охороні здоров'я                                                                  |           |
| 100 000 навчальних сайтів                                                                                          |           |
| 20 мільярдів на 10 тисяч нових працівників                                                                         |           |
| У найближчі десятиліття 700 мільярдів буде інвестувано в інфраструктуру                                            |           |
| 95 % всіх домогосподарств матимуть до 2020 року широкосмуговий зв'язок не менше 100 Мбіт/с                         |           |
| Кожен повинен мати доступ до стабільних мобільних послуг хорошої якості, де вони зазвичай знаходяться до 2023 року |           |
| Створити офіси державної служби по всій країні                                                                     |           |
| 100 % виробництво відновлюваної електроенергії до 2040                                                             |           |
| Протидіяти непотрібному використанню пластику                                                                      |           |
| Ввести додатковий тиждень оплачуваної відпустки для кожного з батьків для дітей у віці 4-16 років                  |           |
| Скасувати загальну зайнятість на постійній основі                                                                  |           |
| Підвищити пенсію тим, хто має низьку зарплату до 5000 шведських крон на рік                                        |           |
| Скасувати пенсійний податок до 2020 року                                                                           |           |
| Безкоштовний вхід до регіональних музеїв по всій країні                                                            |           |
| 10 000 поліцейських до 2024 року                                                                                   |           |

### Політика в галузі допомоги
Як і перший уряд Левена, другий уряд зробив розрахунок у бюджеті на допомогу біженцям, незважаючи на те, що уряд погодився дотримуватися нових правил врегулювання для прийому біженців, які були прийняті в Комітеті допомоги країн-членів ОЕСР. Швеція отримала критику з боку ОЕСР та Національного аудиторського офісу, за недотримання міжнародних правил. Concord також критикував розрахунок.